# Formicivora iheringi
El hormiguerito picofino (Formicivora iheringi), también denominado hormiguerito de pico estrecho, es una especie de ave paseriforme de la familia Thamnophilidae perteneciente al género Formicivora. Es endémica del este de Brasil,

## Distribución y hábitat
Se distribuye en el este de Brasil, en el interior del este de Bahía y noreste de Minas Gerais.
Esta especie es considerada rara a poco común en su hábitat natural: el estrato medio de bosques caducifolios y semicaducifolios tropicales entre los 500 y los 900 m de altitud. Aparentemente prefiere interiores de «mata-de-cipó» (bosques abundantes en lianas) y fragmentos de bromelias terrestres.

## Sistemática

### Descripción original
La especie F. iheringi fue descrita por primera vez por el ornitólogo austríaco Carl Eduard Hellmayr en 1909 bajo el mismo nombre científico; su localidad tipo es: «Senhor do Bonfim, Bahía, Brasil.»

### Etimología
El nombre genérico femenino «Formicivora» se compone de las palabras del latín «formica»: hormiga y «vorare»: devorar; significando «devorador de hormigas»; y el nombre de la especie «iheringi», conmemora al zoólogo alemán Hermann von Ihering (1850–1930).

### Taxonomía
La presente especie difiere de muchas formas de las otras especies de su género y podría merecer tratamiento como un género monotípico según Zimmer & Isler (2003). Fue propuesto un género propio Neorhopias.